# Szabwa (muhafaza)

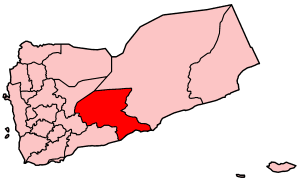
Muhafaza Szabwa na mapie Jemenu

Szabwa (arab. شبوة) – jedna z 20 jednostek administracyjnych Jemenu znajdująca się w południowej części kraju.